# آتاوالپا موچو
آتاوالپا موچو (به اسپانیایی: Atawallpa Much'u) یک کوه در پرو است که در Peru, Cusco Region واقع شده‌است. آتاوالپا موچو ۵٬۰۰۰ متر بالاتر از سطح دریا واقع شده‌است.